# Kepler-223
Kepler-223 is een ster in het sterrenbeeld Zwaan (Cygnus). De ster is van het type G en heeft vier bevestigde exoplaneten. De ster is bijna even groot als de Zon en ligt op een afstand van 6400 lichtjaar. 

## Planetenstelsel
Het planetenstelsel van de ster werd ontdekt door de Kepler-ruimtetelescoop van NASA en bevestigd in 2014. Toen werden vier exoplaneten, Kepler-223 b, c, d en e, bevestigd door middel van transitiefotometrie.
| Planeet | Massa | Halve lange as (AE) | Omlooptijd (dagen) | Excentriciteit | Straal  |
| ------- | ----- | ------------------- | ------------------ | -------------- | ------- |
| b       | —     | 0,073               | 7,384              | —              | 1,69 R⊕ |
| c       | —     | 0,088               | 9,848              | —              | 1,99 R⊕ |
| d       | —     | 0,116               | 14,789             | —              | 2,98 R⊕ |
| e       | —     | 0,14                | 19,722             | —              | 2,4 R⊕  |

## Afbeeldingen

Het Kepler-223-stelsel (animatie)